# Попов, Александр Андреевич (кораблестроитель)
Александр Андреевич Попов (1788—1859) — русский кораблестроитель первой половины XIX века. Генерал-майор Корпуса корабельных инженеров.

## Биография
Родился 11 мая 1786 года в Астрахани, в семье прапорщика Корпуса флотских штурманов Андрея Даниловича Попова, штурмана военного транспорта Каспийской военной флотилии. Дворянин.
В 1798 году поступил в Училище корабельной архитектуры, где с особенной охотой занимался математикой, сделавшейся впоследствии его любимым предметом.
2 января 1805 года Попов, по окончании училища, был произведен в драфцманы с присвоением чина 14-го класса (соответствовало чину армейского прапорщика) Табели о рангах и был оставлен при училище в качестве заведующего корабельной мастерской и преподавателя начальных основ математики в низших классах и корабельной архитектуры для старших классов.
В 1809 году Попов был откомандирован в распоряжение директора Главного адмиралтейства Василия Сарычева и назначен помощником к корабельному мастеру Г. С. Исакову, который поручил ему разработать проект галета «Торнедо», а затем самостоятельно построить его.
1 марта 1810 года был произведен в помощники корабельного мастера чина 12-го класса Табели о рангах.
После окончания строительства голета, Попов принимал участие в постройке 74-пушечного линейного корабля «Память Евстафия», который строил на верфи Нового Адмиралтейства Г. С. Исаков. В июле 1810 года Исаков был направлен к новому месту службы, а достройку корабля поручили Попову. 30 сентября 1810 года Попов спустил на воду корабль, за что получил в качестве награды полугодовое жалование.
В 1810—1814 годах А. А. Попов разработал регламент и расчёт постройки судов, составил типовые схемы постройки 74-пушечных кораблей, что значительно сокращало срок их постройки. В награду за проделанную работу он получил бриллиантовый перстень.
С 1814 по 1820 годы находился при Астраханском порте, заведовал строительством верфи, эллингов и корабельных мастерских, организацией ремонта судов. Здесь же Попов построил несколько военных судов по собственному проекту — бомбардирский корабль «Белка», 8-пушечный пакетбот, мореходный плашкоут для транспортировки грузов.
В 1820 году Попов был произведён в 11-й класс Табели о рангах.
C 1821 по 1824 годы управлял Охтенской верфью и построил несколько кораблей, продолжая строить и после, будучи в звании корабельного мастера, которое получил 1 ноября 1823 года за прекрасное выполнение кораблестроительных работ, с полным окладом жалованья.
Затем Попов перешёл на службу в Новое адмиралтейство, где построил большой деревянный крытый эллинг и в нём пять 81-пушечных кораблей.
22 декабря 1826 года был произведён в штабс-капитаны и назначен корабельным инженером Балтийского флота.
В 1827 году, за отличие по службе в новом звании, Попов произведен в капитаны, а 19 октября 1827 года, по окончании постройки крытого дока и по спуску на воду 84-пушечного корабля — получил особенное монаршее благоволение и был произведен в подполковники.
28 ноября 1828 года за отличие по службе Попов получил чин полковника, а 9 февраля 1833 года — был назначен непременным членом Кораблестроительного и Учётного Комитета Балтийского флота в Санкт-Петербурге, не переставая в то же время заведовать постройкой и исправлением кораблей.
В 1832 году состоялось высочайшее повеление:

«Дать Попову отдыху и не занимать никакою должностью».

Однако в 1837—1838 годах Попов снова работает строителем громадного по тому времени 120-пушечного корабля «Россия» и сооружает в новом адмиралтействе Мортонов эллинг, существующий до сих пор.
В 1839 году Александр Андреевич Попов был произведён в генерал-майоры.
Умер 22 мая (по другим данным 20 мая) 1859 года.. Похоронен на Смоленском православном кладбище.

## Некоторые работы
- Галет «Торно», корабли «Память Евстафия» и «Мироносец».
- 74-пушечный корабль «Чесма» и малая яхта для принца Ольденбургского.
- Спроектировал план вооружения 44-пушечного фрегата для государя императора и построил его.
- Бомбардирский корвет «Гремящий».
- 64-пушечный фрегат «Эммануил» и 84-пушечный корабль «Императрица Александра».

## Сочинения
Ученым комитетом морского министерства были изданы его сочинения:
- «О спуске кораблей на воду. Гидрографическое исследование» (СПб., 1834).
- «Аналитическое исследование о кривой линии, в прогрессике, употребляемой в корабельной архитектуре» (СПб., 1837).

## Награды
- Орден Святого Владимира 4-й степени (1823)
- Орден Святого Владимира 3-й степени (1852)
- Орден Святого Станислава 1-й степени (1855)
- Медали
- Золотые часы и перстень от императора Александра I

## Семья
- Отец — Андрей Данилович Попов, прапорщик Корпуса флотских штурманов
- Жена — Мария (урождённая Жохова), дочь начальника Астраханского порта и Каспийской военной флотилии генерал-лейтенанта Жохова Александра Андреевича[1]
- Дочь — Юлия
- Сын — Попов, Андрей Александрович (1821—1898) — русский морской офицер и кораблестроитель.